# Premio del Libro Europeo y Mediterráneo
El Premio del Libro Europeo y Mediterráneo es un premio literario europeo. Fue creado en 2013 por los organizadores de las Jornadas de libro de Europa y del Mediterráneo, en colaboración con la Comisión Europea para resaltar libros, cuentos o novelas sobre el tema del libro europeo o mediterráneo a reunir a las culturas de ambas orillas del Mediterráneo. El premios del Libro Europeo y Mediterráneo recompensa cada año un libro que "tiene el regalo especial de los intercambios culturales entre Europa y el Mediterráneo, destacando no es lo que diferencia a los pueblos en ambos lados, pero lo que los une".
Los libros seleccionados deben ser novelas o historias disponibles en francés. Un voto por un panel de escritores y libreros se traduce en la selección del ganador de la última selección.
Es otorgado por el jurado cada año en printemps. Se entregará al ganador en París por el presidente de jury5.
Desde su creación en 2008, las Días del libro europea tienen por objeto:
- descubrir Europa por la cultura a través del libro;
- vivificar el intercambio cultural entre las regiones europeas;
- invitar a los autores y los libros de todas las regiones del Mediterráneo que comparten la cultura mediterránea;
- crear dentro de los territorios y para más de emulación de la semana en torno al libro favoreciendo su descubrimiento o redescubrimiento e invitando a la lectura de los géneros variés.

## El jurado

### Los miembros del panel actual
- Jean-Claude Augé
- Yahia Belaskri
- Philippe Le Guen
- Leïla Bahsaïn-Monnier
- Hubert Haddad
- Paul Balta
- Sheena Chraïbi
- Florence Raut
- Odile Cazenave
- Michèle Guyot-Rose

## Los ganadores
- 2014 : Éric Fottorino
- 2015 : Yahia Belaskri
- 2016 : Robert Solé
- 2017 : Olivier Weber[4]